# دون براون (مؤلف)
دون براون (بالإنجليزية: Don Brown)‏ (3 يونيو 1960، بليموث في الولايات المتحدة)؛ محامي وروائي أمريكي.